# Josef Nehl
Josef „Jupp“ Nehl (* 13. Juni 1961 in Aachen) ist ein ehemaliger deutscher Fußballspieler.

## Karriere
Nehl begann seine Profikarriere beim VfL Bochum in der Fußball-Bundesliga in der Saison 1986/87, bei denen er gleich in der ersten Saison 32 Spiele absolvierte und drei Tore erzielte. Die Spielzeit 1991/92 begann Jupp Nehl noch beim VfL Bochum, doch bereits vor der Winterpause wechselte er zum Ligakonkurrenten Bayer 04 Leverkusen, wo er auch seine Profikarriere 1996 beendete.
Er bestritt in seiner Karriere 201 Bundesligaspiele und erzielte dabei 28 Tore. Sein wohl größter Erfolg war der Titelgewinn beim DFB-Pokal 1992/93 mit Bayer 04 Leverkusen.
Seit 2006 ist der studierte Diplom-Kaufmann Geschäftsführer der eigenen TV-Produktionsgesellschaft der DFL.

## Titel
- DFB-Pokalsieger: 1993